# Accademia di Belle Arti di Roma
Die Accademia di Belle Arti di Roma (deutsch Akademie der Schönen Künste in Rom) ist eine italienische Kunstakademie.

## Geschichte

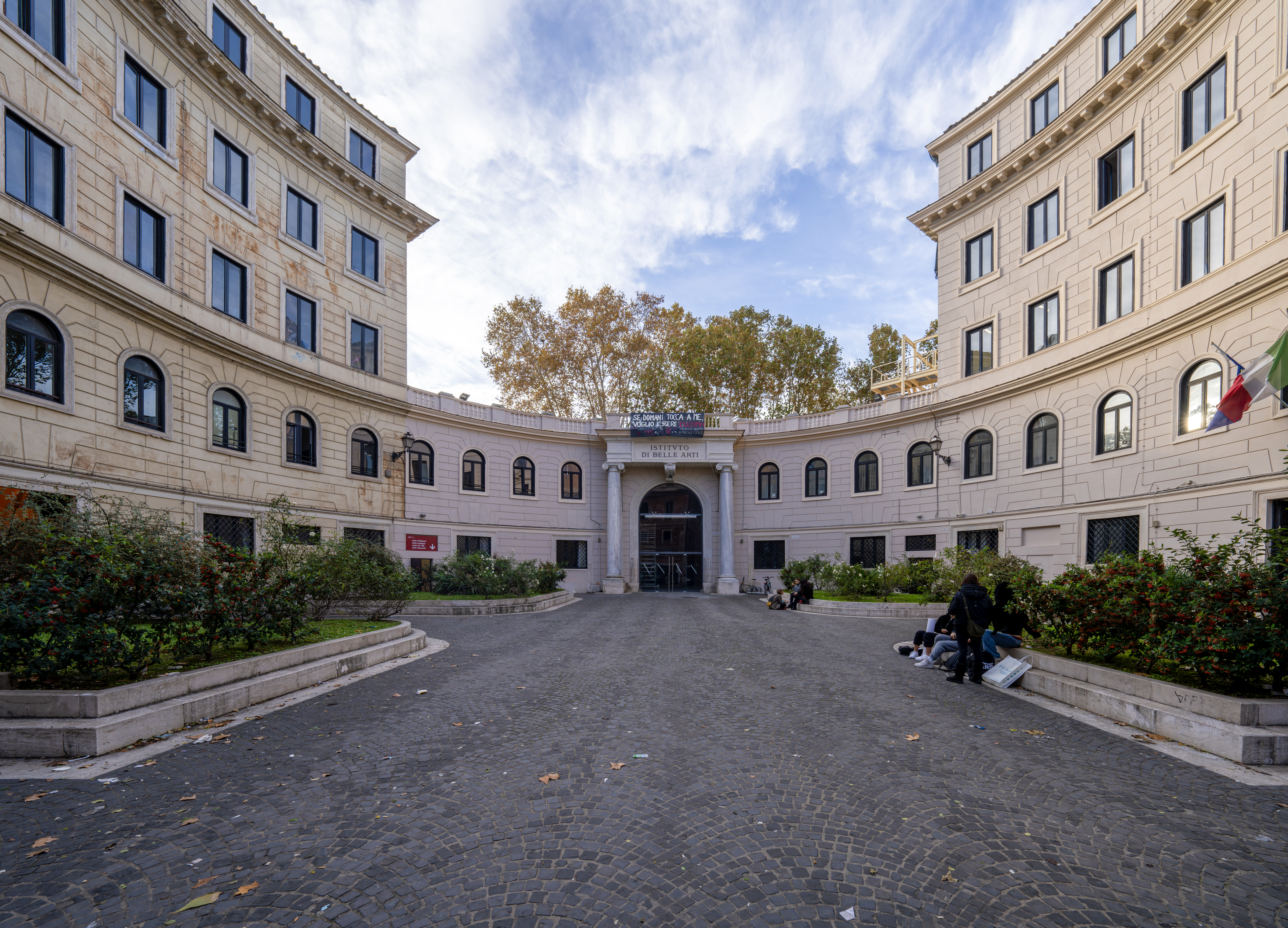
Der Sitz der Akademie in der Via di Ripetta in Rom

Die Accademia di Belle Arti wurde 1593 mit päpstlicher Unterstützung durch den Maler und Kunsttheoretiker Federico Zuccari als Accademia di San Luca in Rom gegründet. Nach der Vollendung des italienischen Nationalstaates 1870 wurde die Akademie reformiert und geriet nun unter staatlichen Einfluss, sie wurde zunächst in Regia Accademia di Belle Arti denominata di San Luca (Königliche Akademie der Schönen Künste) umbenannt und firmierte bald darauf unter ihrem heutigen Namen.
Mit dem Gesetz Nr. 508 zur Reform der künstlerischen Ausbildungsstätten vom 21. Dezember 1999 wurde die Akademie der Bildenden Künste vom italienischen Ministerium für Unterricht, Universitäten und Forschung als Hochschule anerkannt und kann somit die akademischen Grade Bachelor und Magister verleihen. Sie ist mit etwa 2000 Studenten eines der wichtigsten Zentren für Weiterbildung, Spezialisierung und Forschung in der Kunst in Italien und genießt volle Autonomie in Lehre und Verwaltung.